# Maria Alzira Brum Lemos
Maria Alzira Brum Lemos é uma escritora brasileira.
É doutora em Comunicação e Semiótica pela PUC-SP. Fez parte da antologia Geração Zero-Zero, que reuniu autores brasileiros da primeira década do século XXI.
Vive no México, onde, além da tradução em espanhol de seu primeiro romance, publicou duas novelas.

## Obras
- A ordem secreta dos ornitorrincos (Amauta, 2008)

### Em espanhol
- Novela souvenir (Santa Muerte Cartonera, 2009)
- No hacerlo (Librosampleados, 2013)

### Não-ficção
- O doutor e o jagunço: Ciência, cultura e mestiçagem em Os Sertões (Arte&Ciência, 2000)
- Aleijadinho: Homem barroco, artista brasileiro (Garamond, 2008)[5]